# Universal Disk Format
Universal Disk Format (UDF) és un sistema de fitxers amb estandar ISO 9660 propietat de Adaptec que utilitza les gravadores de CD/DVD com un dispositiu d'emmagatzematge lògic. Aquest format permet llegir, escriure o modificar els fitxers continguts en discos CD/DVD reescribibles (RW) de la mateixa manera que es fa en el disc dur, memòries USB o disquets. Utilitza la tecnologia de gravació per paquets (Incremental Packet Writing) suportat per gravadores CD-RW, DVD-RAM/RW, HD-DVD i Blu-Ray.
Al formatar un disc amb UDF es perden al voltant de 120 o 150 MB depenent de la versió. Per exemple un disc CD-RW de 700 MB formatat amb UDF permet utilitzar tan sols de 550 a 570 MB per a emmagatzemar els documents.
En la versió UDF 1.02 el nom dels volums està limitat a 11 caràcters. L'última versió d'UDF és la 2.60.
Generalment per a poder llegir/escriure discos formatats amb UDF en un ordinador és necessari instal·lar un controlador de lectura/escriptura d'UDF. Existeixen nombrosos controladors de fabricants de programari d'enregistrament, els més utilitzats són el Roxio DirectCD i Nero InCD.
Sistemes operatius com Microsoft Windows 2000 poden llegir però no escriure els discos amb format UDF fins a la versió 1.02 o 1.50, mentre que Windows XP fins a la versió 2.01 (per a versions com Windows 95/98/NT cal el controlador). Apple MacOS llegix UDF des de Mac US 9 i Mac US X des de les versió UDF 1.50. Linux suporta lectura UDF des del Kernel 2.4.X en algunes distribucions. El Kernel 2.6.X és compatible amb la versió 2.60 d'UDF, però per a escriptura requereix uns pegats especials.